# إدوارد ي. هارتشورن
إدوارد ي. هارتشورن (بالإنجليزية: Edward Y. Hartshorne)‏ هو عسكري أمريكي، ولد في 10 أبريل 1912 في هانوفر في الولايات المتحدة، وتوفي في 30 أغسطس 1946.